# Санкт-Петербургский Федеральный исследовательский центр РАН
Санкт-Петербургский Федеральный исследовательский центр Российской академии наук (СПб ФИЦ РАН) — российское научное учреждение, занимающееся междисциплинарными исследованиями в области информационных технологий, автоматизации, а также в сфере повышения эффективности сельского хозяйства и экологической безопасности.
Полное наименование — Федеральное государственное бюджетное учреждение науки "Санкт-Петербургский Федеральный исследовательский центр Российской академии наук".
СПб ФИЦ РАН создан путем реорганизации Санкт-Петербургского института информатики и автоматизации Российской академии наук (СПИИРАН) в форме присоединения к нему пяти научных организаций Северо-Запада России, которые ведут исследования в сфере экологии, сельского хозяйства, продовольственной и экологической безопасности.

## История
17 июля 2020 года к СПИИРАН присоединились пять научных организаций: Новгородский научно-исследовательский институт сельского хозяйства (ФГБНУ «Новгородский НИИСХ»), Северо-Западный Центр междисциплинарных исследований проблем продовольственного обеспечения (СЗЦППО), Северо-Западный научно-исследовательский институт экономики и организации сельского хозяйства (ФГБНУ СЗНИЭСХ)/или Институт аграрной экономики и развития сельских территорий (ИАЭРСТ), Санкт-Петербургский научно-исследовательский центр экологической безопасности РАН (НИЦЭБ РАН) и Институт озероведения РАН (ИНОЗ РАН). Эти организации вместе с самим СПИИРАН стали подразделениями ФИЦ, при этом ФИЦ считается правопреемником СПИИРАН.
Подразделения СПб ФИЦ РАН расположены как в Санкт-Петербурге, так и за его пределами. Так, здания СПИИРАН и НИЦЭБ РАН расположены в историческом центре Северной столицы: первое — на Васильевском острове, а второе — на Петроградском острове. СЗЦППО и ИАЭРСТ занимает здание бывшего отделения Сельхозакадемии в Пушкине. ИНОЗ РАН находится в Московском районе Северной столицы вблизи Парка Победы. ННИИСХ расположен в Великом Новгороде.
В 2022 году авторский коллектив сотрудников СПб ФИЦ РАН, АО «Научно-исследовательский и опытно-экспериментальный центр интеллектуальных технологий «Петрокомета», ФГУП «Государственный научно-исследовательский институт авиационных систем», ЗАО «Универсал-Аэро» (Юсупов Р.М., Карпов А.А., Охтилев М.Ю., Потрясаев С.А., Ронжин А.Л., Соколов Б.В., Желтов С.Ю., Давыдов А.П., Сиротин Я.Д., Стыскин М.М) удостоен премии Правительства Российской Федерации 2022 года в области науки и техники за работу «Разработка и внедрение комплекса отечественных интеллектуальных наземных транспортно-технологических средств обслуживания судов гражданской авиации в едином цифровом пространстве аэропорта»3].

## Структура
- Санкт-Петербургский институт информатики и автоматизации РАН (СПИИРАН)
- Институт аграрной экономики и развития сельских территорий (ИАЭРСТ)
- Северо-Западный Центр междисциплинарных исследований проблем продовольственного обеспечения (СЗЦППО)
- Санкт-Петербургский научно-исследовательский центр экологической безопасности РАН (НИЦЭБ РАН)
- Институт озероведения РАН (ИНОЗ РАН)
- Новгородский научно-исследовательский институт сельского хозяйства (Новгородский НИИСХ)

## Известные сотрудники
- Румянцев, Владислав Александрович — академик РАН, директор Института озероведения РАН (ИНОЗ РАН) с 1988 по 2015 год, Член Президиума СПбНЦ РАН
- Костяев, Александр Иванович — академик РАН, директор Институт аграрной экономики и развития сельских территорий (ИАЭРСТ) с 1987 по 2017 год
- Юсупов, Рафаэль Мидхатович — член-корреспондент РАН, директор Санкт-Петербургского института информатики и автоматизации РАН с 1991 по 2018 год, с 2018 года — руководитель научного направления СПИИРАН
- Лайшев, Касим Анверович — академик РАН, заместитель директора по научной работе Северо-Западного центра междисциплинарных исследований проблем продовольственного обеспечения (СЗЦППО)
- Забродин, Василий Александрович — академик РАН, главный научный сотрудник Северо-Западного центра междисциплинарных исследований проблем продовольственного обеспечения (СЗЦППО)
- Никонова, Галина Николаевна — член-корреспондент РАН, главный научный сотрудник Институт аграрной экономики и развития сельских территорий (ИАЭРСТ)
- Иванов, Алексей Иванович — член-корреспондент РАН, главный научный сотрудник Северо-Западного центра междисциплинарных исследований проблем продовольственного обеспечения (СЗЦППО)

## Образование
Аспирантура по научным специальностям:
- 2.3.1. Системный анализ, управление и обработка информации
- 2.3.5. Математическое и программное обеспечение вычислительных систем, комплексов и компьютерных сетей
- 2.3.6. Методы и системы защиты информации, информационная безопасность
- 5.2.3. Региональная и отраслевая экономика

## Интересные факты
- С 1910 года в здании на 14-й линии Васильевского острова, дом 39 (с 1978 года в здании располагается СПИИРАН. 17 июля 2020 года на базе СПИИРАН создан СПб ФИЦ РАН) находилась гимназия К. Мая, здание построено в 1909—1910 годах по проекту Г. Д. Гримма (выпускника гимназии 1883 года). Только в 1977 году в здании разместился СПИИРАН.
- В 1970-е, НИЦЭБ РАН (с 1991 по 2020 гг. был отдельной научной организацией Центр экологической безопасности при СПб НЦ РАН) являлся подразделением ЛИИАН (будущий СПИИРАН), таким образом эти два учреждения ещё в советские годы имели опыт работы в составе единой научной организации [2];